# Сабінада

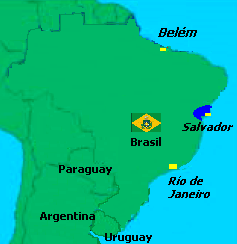

Сабінада (порт. Sabinada) — народне повстання в бразильській провінції Баія в 1837-1838.
Повстання отримало свою назву на честь його керівника, лікаря за професією та мулата за походженням, Сабіну Вієйри.

## Хід повстання
Почалося в столиці провінції Баія місті Салвадор в ніч із 6 на 7 листопада 1837. Сабіну Вієйра та його прихильники, переважно міські низи, проголосили про створення незалежної Республіки Баія і сформували її уряд. Особливістю цього повстання став той факт, що в нього не були залучені негри — найбільше пригнічена частина населення, тому повсталі не вимагали скасування рабства.
Незабаром Салвадор був блокований урядовими військами, що не дозволило повстанню перекинутися на сусідні райони провінції. Проте республіканська влада протрималася в Салвадорі до 16 березня 1838, коли урядові війська здійснили штурм і захопили місто. Деякі повстанці, яким вдалося вислизнути, потім боролися у революції Фаррапус за Республіку Ріу-Гранді.